# 게임월드 명승부 베스트
게임월드 명승부 베스트는 ITV 경인방송에서 방영한 게임방송이다.

## 역대 방송시간
| 방송 채널 | 방송 기간                          | 방송 시간                           | 방송분량 |
| --------- | ---------------------------------- | ----------------------------------- | -------- |
| iTV       | 2000년 6월 25일 ~ 2000년 9월 24일  | 매주 일요일 아침 8:50 ~ 오전 10:00  | 70분     |
| iTV       | 2000년 10월 1일                    | 일요일 아침 8:50 ~ 오전 10:20       | 90분     |
| iTV       | 2000년 10월 8일 ~ 2000년 12월 10일 | 매주 일요일 아침 9:00 ~ 오전 10:20  | 80분     |
| iTV       | 2000년 12월 17일 ~ 2001년 7월 1일  | 매주 일요일 아침 9:00 ~ 오전 10:00  | 60분     |
| iTV       | 2001년 7월 8일 ~ 2001년 10월 21일  | 매주 일요일 아침 10:00 ~ 오전 11:00 | 60분     |
| iTV       | 2001년 10월 28일 ~ 2002년 4월 7일  | 매주 일요일 아침 8:30 ~ 오전 10:00  | 90분     |
| iTV       | 2002년 4월 14일                    | 일요일 오전 11:30 ~ 오후 1:00       | 90분     |
| iTV       | 2002년 4월 21일 ~ 2002년 7월 15일  | 매주 일요일 아침 9:00 ~ 오전 10:30  | 90분     |
| iTV       | 2002년 7월 22일 ~ 2003년 10월 19일 | 매주 일요일 아침 9:10 ~ 오전 10:10  | 60분     |
| iTV       | 2003년 10월 30일 ~ 2004년 7월 1일  | 매주 목요일 밤 11:50 ~ 새벽 1:10    | 80분     |
| iTV       | 2004년 7월 8일 ~ 2004년 11월 11일  | 매주 목요일 새벽 0:20 ~ 새벽 1:40   | 80분     |